# Eureka County
Eureka County ist ein County im Bundesstaat Nevada der Vereinigten Staaten. Der Verwaltungssitz (County Seat) ist Eureka.

## Geschichte
Das Eureka County wurde 1873 aus dem östlichen Lander County gebildet, nachdem mehr als 160 Kilometer östlich von Austin Silber entdeckt wurde. Nach Beschwerden der Bewohner der neuen Siedlung in der Nähe der Minen, Austin sei zu weit entfernt für die meisten Geschäfte, wurde das neue County gegründet. Seinen Namen erhielt es von dem griechischen Wort Heureka, was so viel wie „ich habe gefunden“ bedeutet. Der Verwaltungssitz ist die 650 Einwohner zählende Kleinstadt Eureka.
Nahe der westlichen Grenze des Bezirks befindet sich die kleine Eisenbahn- und Güterverladestation Beowawe, die 1881 mit 60 Einwohnern ihren Höchststand erreichte, nebst einigen Geysiren. 1985 wurde in deren Nähe ein Kraftwerk zur Nutzung von Erdwärme gebaut. Eureka County war jahrzehntelang Schauplatz der erbitterten Landrechtskämpfe zwischen den Western-Shoshone-Indianern und der US-amerikanischen Regierung, für die besonders die beiden Schwestern und Rancherinnen Mary und Carrie Dann aus Crescent Valley berühmt wurden.
Ein Ort im County ist im National Register of Historic Places eingetragen (Stand 14. Februar 2018), der Eureka Historic District.

## Geographie
Nach Angaben der US-amerikanische Volkszählungsbehörde beträgt die Fläche des Countys 10.826 Quadratkilometer; davon sind 11 Quadratkilometer Wasser.

## Demografische Daten

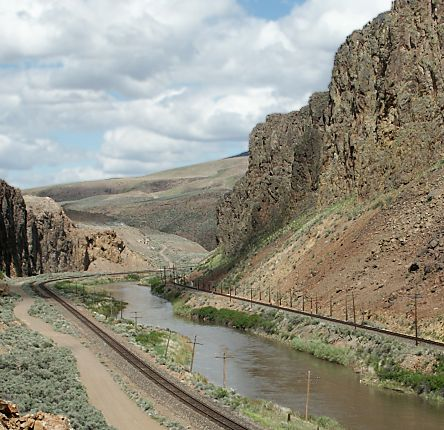
Eingang zum Palisade Canyon

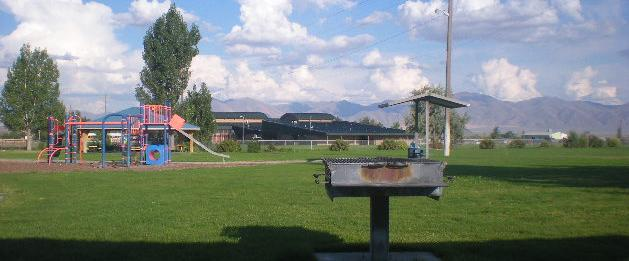
Das Crescent Valley

Nach der Volkszählung im Jahr 2000 lebten im County 1651 Menschen. Es gab 666 Haushalte und 440 Familien. Die Bevölkerungsdichte betrug weniger als 1 Einwohner pro Quadratkilometer. Ethnisch betrachtet setzte sich die Bevölkerung zusammen aus 89,28 % Weißen, 0,42 % Afroamerikanern, 1,57 % amerikanischen Ureinwohnern, 0,79 % Asiaten, 0,06 % Bewohnern aus dem pazifischen Inselraum und 4,36 % aus anderen ethnischen Gruppen; 3,51 % stammten von zwei oder mehr ethnischen Gruppen ab. 9,57 % der Bevölkerung waren spanischer oder lateinamerikanischer Abstammung.
Von den 666 Haushalten hatten 33 % Kinder und Jugendliche unter 18 Jahre, die bei ihnen lebten. 56,5 % waren verheiratete, zusammenlebende Paare, 5 % waren allein erziehende Mütter. 33,9 % waren keine Familien. 29,1 % waren Singlehaushalte und in 9,9 % lebten Menschen im Alter von 65 Jahren oder darüber. Die Durchschnittshaushaltsgröße betrug 2,47 und die durchschnittliche Familiengröße lag bei 3,08 Personen.
Auf das gesamte County bezogen setzte sich die Bevölkerung zusammen aus 27,8 % Einwohnern unter 18 Jahren, 5,2 % zwischen 18 und 24 Jahren, 28,6 % zwischen 25 und 44 Jahren, 25,9 % zwischen 45 und 64 Jahren und 12,4 % waren 65 Jahre alt oder darüber. Das Durchschnittsalter betrug 38 Jahre. Auf 100 weibliche Personen kamen 106,60 männliche Personen, auf 100 Frauen im Alter ab 18 Jahren kamen statistisch 113,20 Männer.
Das jährliche Durchschnittseinkommen eines Haushalts betrug 41.417 US-Dollar, das Durchschnittseinkommen der Familien betrug 49.438 US-Dollar. Männer hatten ein Durchschnittseinkommen von 45.167 US-Dollar, Frauen 25.000 US-Dollar. Das Prokopfeinkommen betrug 18.629 US-Dollar. 12,6 % der Bevölkerung und 8,9 % der Familien lebten unterhalb der Armutsgrenze. 11,7 % davon waren unter 18 Jahre und 16,4 % waren 65 Jahre oder älter.

## Orte im County
- Alpha
- Barth
- Beowawe
- Blackburn
- Cluro
- Crescent Valley
- Dunphy
- Eureka
- Harney
- Mineral
- Palisade
- Primeaux
- Rixies
- Shannon
- Shoshone
- Union